# ダッチ・シュルツ

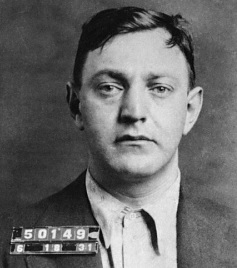
ニューヨーク市警察のマグショット、1931年

ダッチ・シュルツ（Dutch Schultz、1902年8月6日 - 1935年10月24日）は、1920年代から1930年代にニューヨークで活動したギャング。本名はアーサー・フレゲンハイマー(Arthur Flegenheimer)。気が短く暴力的な性格で、問題がおきると銃で解決するタイプで、多くの流血沙汰を起こした。

## 来歴

### 少年時代
ニューヨークのブロンクスでユダヤ系ドイツ人（ユダヤ系）移民の両親（父は酒屋の主人だった）の間に生まれる。14歳で父が失踪し、学校を中退して働き始めた。地元ギャングのマルセル・ポッフォの"クリテリオンクラブ"に出入りして賭博に入り浸り、ポッフォの 信頼を得てクラップゲーム（サイコロ賭博）のギャングから上納金を回収する仕事をした。1919年、17歳で強盗を働き、捕まって15か月服役した。

### 禁酒法時代

#### ビール男爵
禁酒法が成立すると、ローカルギャングの元を転々とし、モグリ酒場や賭博の下働きをした。アーノルド・ロススタインの資金援助で、密輸トラックの運転手などをやり、フランク・コステロ、オウニー・マドゥン、ラッキー・ルチアーノらと知り合った。
1928年初め、独立して闇酒商売を始めた。幼馴染みのジョーイ・ノイのスピークイージー（闇酒場）を拠点に、ニュージャージーのユニオン・シティで酒の醸造所を操業したフランキー・ダンから水で希釈した低質ビールを大量に買い付け、武装トラックでブロンクスに運んでは闇酒場に売りさばいた。ジョーイ・ラオ、ワインバーグ兄弟、ラリー・カーニー、エドワード・マッカーシー、コール兄弟ら屈強な手下を従え、購入を拒否する酒場に手荒い制裁を加えては取り込み、闇ビールの販路を急速に拡大した。ニューヨークにおけるビールの最大供給者になり、「ビール男爵」と呼ばれた。

#### ライバル抗争
ブロンクス一帯を支配下に置いた"ビール男爵"は、ワシントンハイツ、ヨークビル、ハーレムなどマンハッタンエリアに組織を拡大し、ハーレムへ本拠を移した。縄張りをめぐり、ジャック・レッグス・ダイアモンドと抗争した。オウニー・マドゥンやワキシー・ゴードンと同盟関係を結び、ダイアモンドはバニー・ヒギンズやアンソニー・カルファノと手を結んで対抗し、ガンファイトを繰り広げた。
1928年10月15日、ダイアモンドが自分を雇わないかと提案してきたため、その会議場所に現れたところをダイアモンド一味に急襲された。仲間ノイと共に反撃し、敵の1人をやっつけたが、ノイは深手を負い数週間後死亡した。11月4日、ダイアモンドのパトロンだったアーノルド・ロススタインがジョージ・マクマナスに殺されたが、マクマナスが事件後に呼んだ弁護士がシュルツの顧問弁護士デキシー・デイビスだったことからシュルツの報復と信じられた。1930年10月、情婦のキキ・ロバーツとマンハッタンのホテルの部屋にいたダイアモンドを急襲し、5発の銃弾を浴びせ重傷を負わせたが、暗殺は失敗した。1931年4月、ニューヨーク州カイロにいたダイアモンドにマシンガンの連射を浴びせ、通行人2名が死亡したが、ダイアモンドは生き延びた。暗殺は失敗したがニューヨークから追い出すことには成功した。1931年12月、北ニューヨークのオールバニーでダイアモンドは暗殺されたが、シュルツ首謀説以外の異説もある。
元部下でシュルツに反乱を起こしたヴィンセント・コールには、部下を誘拐されて、身代金を払うなど手を焼いた。神出鬼没な動きをするコールを捕まえることができず、1931年7月、ジョーイ・ラオが襲われた際は、近くの路上にいた子供が巻き添えで死亡した。子供殺しを非難し、コールに5万ドルの懸賞金をかけてフリーランスのヒットマン2人を雇った。
1932年2月、コールがマンハッタンのドラッグストア内の電話ボックスでオウニー・マドゥンに脅しの電話をかけているところに、マドゥンの内通を受けたシュルツ一味が押しかけ、うち1人が店に入ってオーバーコートの下からマシンガンを取り出し、電話ボックスごと蜂の巣にして銃殺した。15発の銃弾が遺体から取り出されたが、貫通弾を含めるともっと多かった。コールの葬儀に花束を送った。
1933年には、マンハッタンの縄張りを巡り、投獄中のワキシー・ゴードンの残党とブロードウェイの街中で派手なマシンガンファイトを繰り広げた。

#### シンジケート統合の動き
1929年5月、全米のギャングが参集したアトランティック会議に参加し、アル・カポネをはじめとして全国のギャングと交流した。ブルックリンのウィリアムズバーグを拠点に密輸の縄張りを拡大したサルヴァトーレ・マランツァーノ一派とは一時縄張りで対立した。1931年のカステランマレーゼ戦争ではラッキー・ルチアーノに味方し、一説にはマランツァーノ暗殺に手下ボー・ワインバーグらヒットマンを提供した。やがて五大ファミリーを再編したルチアーノらと縄張り協定を結び、全米犯罪シンジケートの協力者として位置付けられた。

#### ナンバーズ賭博
1930年代初め、酒の密売に代わる収入源としてハーレム一帯の、非マフィアの黒人が運営していたポリシーゲーム（ナンバーズ賭博の一種）の乗っ取りに動いた。タマニーホールのジミー・ハインズ、弁護士デキシー・デイビスと結託して、30ほどあった組織を1つに束ねる形で支配下に置いた。頭領のステファニー以下、乗っ取られた黒人はバンピー・ジョンソンを除いて降参した。シュルツの側近で組織のNo3だったマーティ・クロンパイアが管轄した。ハーレム地盤のシチリアマフィア、チロ・テラノヴァと同盟し、部下を共有してポリシーの運営を行った。

#### レストラン組合ほか
外食産業の組合に食指を伸ばし、暴力や悪臭弾を使ってウェイターやコックの組合を次々と支配下に置き、寄付金・協力金の名目で多額の金を吸い上げた。部下ジュールス・マーティンに管理させた。またシンシナティの競馬場を買収し、コニーアイランドトラックと名付けてニューヨーク外にテリトリーを拡大する動きを見せた。

### 潜伏と裁判
1933年1月、脱税容疑で連邦政府に告発されると、ホノルルやハバナなど海外を周遊した後、ロングアイランドなどに身を潜めたが、1934年11月、ニューヨークに戻った。元州知事や元州議会議員ら豪華なメンバーの弁護団を組織して裁判に備えた。弁護団の計らいにより、裁判地をシュルツの悪名が轟いていたニューヨーク市ではなくカナダ国境に近い田舎町マローンとすることに成功すると、広告会社を雇って地元の企業に寄付金をばらまき、慈善活動を行なった。政治家のように地元民と握手したり、子供にキスをして「善良な市民」をアピールし、政府のスケープゴートにされた犠牲者のように振る舞った。翌年行われた裁判では、第一審で有罪となったが、第二審では陪審の買収工作により無罪を勝ち取った。アル・カポネやワキシー・ゴードンらの脱税投獄の例から有罪は確定的と見られていたが、そうした予想を覆した。
法廷闘争から解放されたシュルツは1935年8月ニューヨークに戻るが、彼の収益システムは様相を一変していた。無罪判決に激怒したフィオレロ・ラガーディア市長がニューヨークに戻り次第シュルツを逮捕するよう命じ、ラガーディアに特別検察官に据えられたマフィア狩りのトーマス・デューイが公衆の敵と名指しした。シュルツは、ニューアークへ拠点を移さざるを得なくなった。その間、副官ボー・ワインバーグ(Abraham "Bo" Weinberg)が、シュルツがアルカトラズ刑務所に行くと考え、縄張りをどうするかをラッキー・ルチアーノに相談した。これを縄張りの乗っ取りと受け取ったシュルツは裏切り行為だとして激怒し、ルチアーノには釈明を要求した。1935年9月初旬、ボー・ワインバーグが突然行方不明になった。警察が暗黒街ルートから得た情報によれば、ワインバーグは足をセメント漬けにされハドソン川に沈められたとのことだった。
これより先、シュルツはジュールス・マーティンがレストラン組合からの上納金をくすねていたと疑い、1935年3月2日、マンハッタンのホテルに呼び出して口論の末これを銃殺した。

### 暗殺
シュルツはニューヨークを追われた事を恨み、デューイの暗殺をシンジケートの会議に諮った。アルバート・アナスタシアやジェイコブ・シャピロ（Jacob Shapiro）は賛成したが、暗殺による取締強化を恐れる声（ジョゼフ・ボナンノは「正気じゃない」と語ったという）も出て、意見が割れた。とりあえず暗殺が可能かどうかを「実地検証」することになり、アナスタシアがこの役目を引き受け、尾行を重ねて暗殺は可能と報告した。
しかしルチアーノらは当局のキーマンを暗殺することがマフィア弾圧の強化につながるとして、結局暗殺を却下した。業を煮やしたシュルツは自分の配下を使って暗殺することに決め、準備を始めた。この動きを察知したルチアーノは「シュルツ消し」をマーダー・インクに指示した。
1935年10月23日夜、シュルツは部下3人（知恵袋のオットー・バーマン、用心棒のエイブ・ランダウ、ルル・ローゼンクランツ）と共に、ニューアークの"パレス・チョップハウス"というレストランに現れた。ニューヨークを追われたシュルツが密談に利用していた場所で、奥の方の個室に陣取った。夜10時を過ぎた頃、2人の刺客（チャールズ・ワークマン、エマニュエル・"メンディー"・ワイス）が突如現れ、一斉に発砲した。計10発以上の銃弾を浴び、最初にバーマンが床に崩れ落ちた。用心棒の2人が被弾しながら銃を取り出して反撃に転じると、ワイスは走り去り、ワークマンはトイレで用を足していたシュルツを見つけて 2発の銃弾を放った。逃げ遅れたワークマンは弾を込めているランダウらのスキをついて店の外に逃げた。シュルツは自力で席まで戻るとテーブルに突っ伏した。敵を追いかけて外に出たランダウは近くのゴミ箱の上にあぐらをかいた状態でうずくまり、ローゼンクランツはレストラン内の電話ボックスで倒れていた（救急車を呼んだ後意識不明）。レストランに他の客はおらず、店のバーテンダーは床に突っ伏して無事だった。
ランダウは3発、ローゼンクランツは7発の銃弾を受けていた。ワイスは待機させていた車で先に逃げてしまったため、逃げ遅れたワークマンはレストラン裏に抜け出して電車の線路沿いに歩いて帰った。
部下3人と共にニューアーク市立病院に担ぎ込まれたシュルツは警察の質問に一切答えず、終始うわごとを口走った。最も深手を負ったバーマンが最初に死亡、ランダウは襲撃から8時間後に、ローゼンクランツは29時間後に死亡した。シュルツは22時間後の24日夜8時に腹膜炎により死亡した。
事件翌日のニューヨークのタブロイド紙に 「シュルツ銃撃さる」の見出しが踊った。ハーレムの女王で過去シュルツにポリシーゲームを乗っ取られたステファニー・セント・クレアは死の床にあるシュルツに"As ye sow, so shall ye reap."　自分で蒔いた種は自分で刈り取らねばならない　という短い電報を送った。
最後に言った言葉は「俺のことはほっといてくれ」。彼はユダヤ教徒だったが、銃撃直後にカトリックに改宗したため、ニューヨークのゲート・オヴ・ヘヴン墓地に埋葬された。

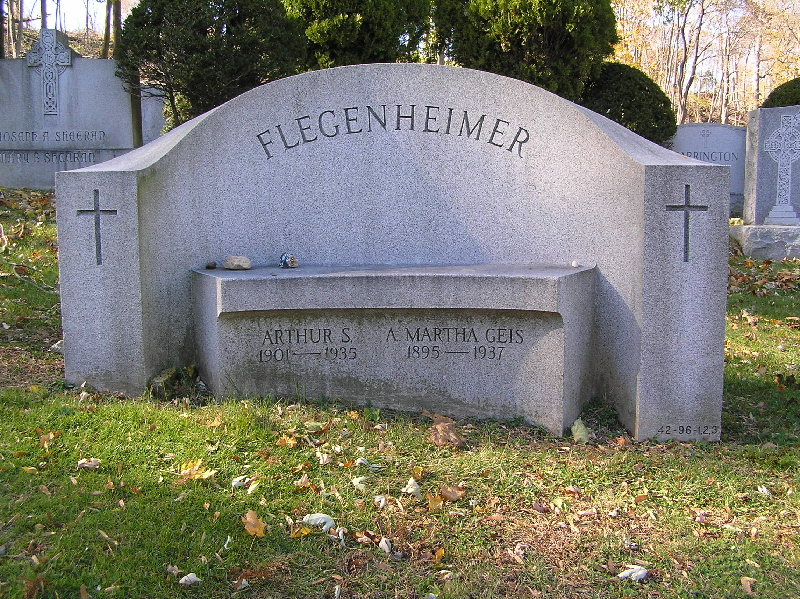
ダッチ・シュルツの墓

シュルツ襲撃から2時間後にマンハッタンのブロードウェイの理髪屋にいたシュルツの側近マーティ・クロンパイアとサミー・ゴールドが襲撃された。同じマーダー・インクの仕業とみられ、シュルツ勢力の一気せん滅を狙ったものと
みられた。

### 暗殺余波
実行犯二人は5年後に逮捕され、ワークマンは終身刑(1964年釈放)、ワイスはマーダー・インクによる別件の一連の殺人により1944年に処刑された。ワークマンは23年間刑務所に入ったが、その間マフィアはワークマンの面倒を見たという（出所後のワークマンのその後は不明）。
死後、シュルツの縄張りはアブナー・ツヴィルマンやルチアーノ一家のマイケル・コッポラらが引き継いだ。

### 後日談
アンソニー・カルファノの孫でマフィア筋の弁護士を務めたフランク・バーリが出所後のチャールズ・ワークマンからシュルツの暗殺経緯や暗殺の状況を直接聞いたとして自著で紹介している。ワークマンによれば、世間に広まっているシュルツ暗殺の話はでたらめばかりで、暗殺理由はデューイ検事暗殺阻止ではなく、シュルツがツヴィルマンの縄張りを奪おうとしたからだとし、ツヴィルマンの求めに応じてシンジケート会議で暗殺が決まったとのこと。また暗殺シーンも、最初シュルツがトイレにいて用を足していた、又はワークマンがトイレのシュルツに気づかなかったと信じられているが、実際は仲間3人と同じ部屋にいて、3人はテーブルに着席していたがシュルツは隅っこのほうに立っていたとしている。ワイスがローゼンクランツ、バーマンの順にショットガンを撃ち、ワークマンがランダウに2発撃った時、シュルツはワイスよりやや下がり目にいたワークマンの脇をジグザグにすり抜けてトイレに駆け込み、ワークマンはトイレにトミーガンを隠していると疑って外からトイレに向けて数発撃った。シュルツが床を這いながらトイレから出てきた時、ワークマンの45口径のコルトは空になっていたという。トイレの中をチェックすると壁にトミーガンが2丁立てかけてあり、シュルツがもう一歩か二歩早かったらワークマンもワイスも死んでいたとしている。シュルツはワークマンを見上げてにやっと笑ったという。シュルツが1日でも生き延びるとわかっていたら再装填して頭に1発撃っていたが、このまま死ぬと思い、レストランを出た。ワークマンが逃げ遅れたとの話も嘘で、元々レプケの考案でヒットマン2人に別々の逃走車が用意され、襲撃後はバラバラに逃げる予定だった。ワークマンはベンジャミン・シーゲルの運転するキャデラックに乗ってその場を離れた。シュルツのポケットから金品を盗み、ワイスがそれに怒っていたというエピソードも、何十遍も聞かされたが全くの嘘だとした。様々なメディアがバーリの本を紹介または要約をしている。

## エピソード
ルチアーノが「最も安っぽいやつだった」と言っているように、いつも安いスーツを着ていたという。
- クラブアビーの出来事

1931年1月4日、人気ナイトクラブのアビーにシュルツ、クロンパイア、ラリー・カーニー3人が入ってきて、出迎えた女の子たちに囲まれながら角の席に陣取り、ドリンクを注文した。やがてゆったりしたワルツが流れ、クロンパイアは近寄ってきたレネ・ボニーという女の子とダンスを始めた。突然そのダンスが止まった。ある女が近寄ってきてボニーと口論し始めた。その口論にクロンパイアが何か言葉を投げかけ、次いでシュルツやカーニーが近づいてきた。その女は、ワキシー・ゴードンの仲間チャールズ・シャーマンの連れでゴードンの愛人だった。シャーマンらが愛人を守ろうと近寄り、シュルツらと鉢合わせになった。お互い罵声を張り上げて威嚇し、そのまま乱闘となった。シュルツは椅子を掴んでシャーマンの頭にたたきつけた。テーブルがひっくり返り、グラスやボトル、皿が飛び散った。シャーマンが大の字に倒れると、クロンパイアがグラスの破片を掴んでシャーマンを突き刺した。シュルツかクロンパイアのどちらかがビール瓶でシャーマンの顔をはたいた。これを見ていたシャーマンの手下の1人が銃を取り出し発砲し始めた。悲鳴や怒号が響きわたる中、シュルツ一味は店のドアに向かってダッシュした。全員防弾チョッキを着ていたがシュルツは肩に軽傷を負った。
シュルツらが去ってしばらくして警官がやってきた。ほとんど動けないでいるシャーマンに怪我を気遣う様子もなく尋問し始めた。シャーマンは苦痛にもがきながら「誰がやったかわからない」と答えた。警官がいら立ちを見せると、周りにいた客がさっき起きたバトルロイヤルを嬉々として説明しだした。ところが、名前を告げる段になってみな尻込みした。誰も襲った一味を知らなかった。シュルツは名前を隠していたので自分だと気づかれない、そう考えて警察に出頭した。シュルツは、アビーの襲撃者が自分かどうか調べたらどうかと挑発した。警察はアビーにいた客数人を連れてきてシュルツに対面させた。誰一人としてシュルツをシャーマンを襲った犯人と名指ししなかった。警察はシュルツを放免した。

## 題材にした作品等
シュルツが死の直前に残した脈絡の無い言葉は警察の速記者によって記録され、ウィリアム・S・バロウズ（『ダッチ・シュルツ 最期のことば』など）らの作家が作品の題材とした。彼の生涯は、多くの小説や映画（ヴィック・モローがシュルツを演じた『ギャングの肖像』(1961年)、ヴィンセント・コールのシュルツとの戦いを描いた『機関銃を捨てろ』(1961年)、ダスティン・ホフマンがシュルツを演じた『ビリー・バスゲイト』(1991年)、リチャード・ギアがシュルツの子分を演じた『コットンクラブ』(1984年)、バンピー・ジョンソンとの戦いを描いた『奴らに深き眠りを』(1997年)など）の題材になっている。